# Monestir del Creador
El monestir del Creador (en georgià: შემოქმედის მონასტერი, Xemòkmedis monàsteri) és un monestir de l'Església ortodoxa georgiana situat a la regió de Gúria, al sud-oest de Geòrgia. Fundat en el segle xv, el monestir del Creador va ser seu d'un bisbat i cementiri de la dinastia principesca de Gurieli. Va ser un lloc franc de tresors de l'Església i, durant segles, va acumular una extensa col·lecció de diversos objectes d'altres monestirs georgians. Parts de la col·lecció, que van sobreviure als lladres del segle xix, estan exposades als museus de Geòrgia.

## Arquitectura
El complex del monestir del Creador consta de dues esglésies senzilles des del punt de vista arquitectònic: la del Redemptor i la de la Transfiguració, també coneguda com la de Zarzma. La tercera construcció, un campanar, està construïda sobre la tanca del monestir. Aquest conjunt està situat en un petit pujol a la riba esquerra del riu Bzhuzhi.

### Església del Redemptor

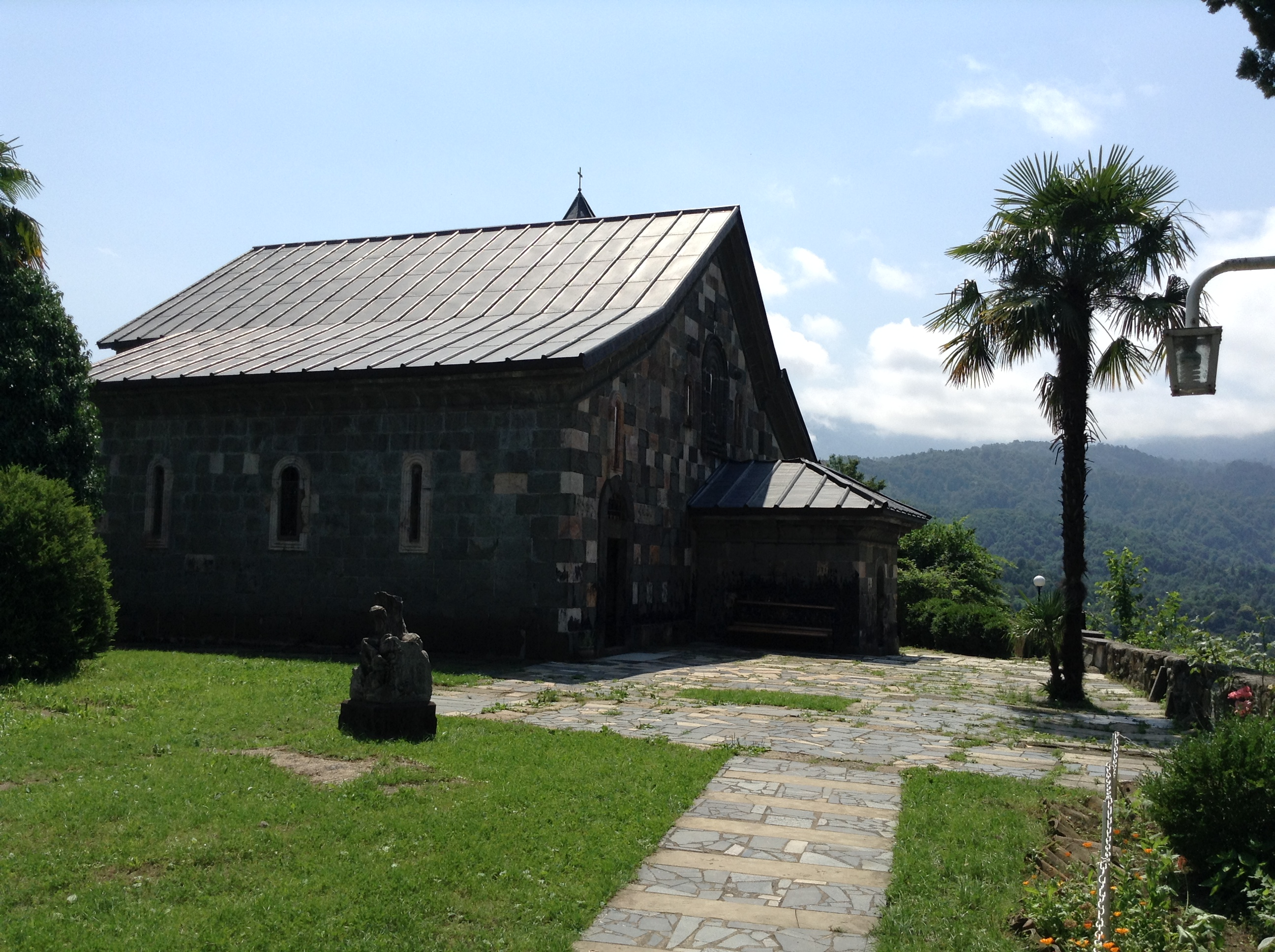
Església del Redemptor

L'església del Redemptor és una basílica de tres naus amb les dimensions de 10 m × 13 m. És una construcció de carreus, revestida amb sulfat de coure i amb un terra de marbre blanc. Un revolt ornamental segueix el contorn d'una finestra a la façana occidental. L'interior es va pintar completament al fresc una vegada. Els fragments supervivents representen Mamia II Gurieli (mort el 1627), príncep de Gúria, i la seva esposa Tinatin, amb les seves respectives inscripcions identificatives en georgià.

### Església de la Transfiguració

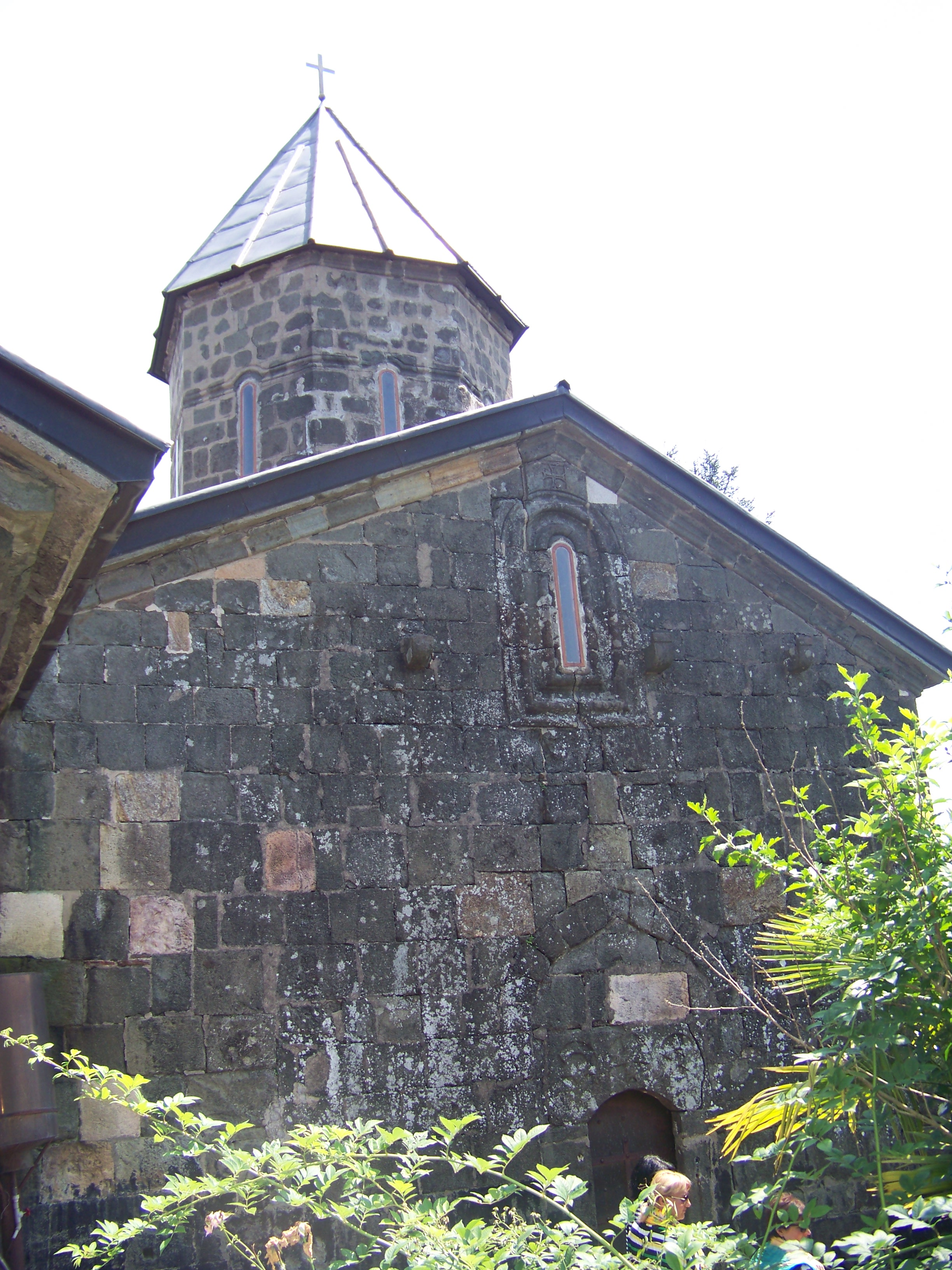
Església de la Transfiguració

L'església de la Transfiguració es va construir a petició del príncep Vakhtang I Gurieli a la fi de la dècada de 1570 per albergar la icona venerada del segle IX de la Transfiguració de Jesús, rescatada del monestir de Zarzma al Principat de Samtskhe; d'aquí ve l'altre nom de l'església, «Zarzma». Aquesta església és més petita que la del Redemptor, amb les dimensions de 9 m × 7 m. És un disseny d'una única nau amb una cúpula octagonal. L'edifici està revestit amb maó i carreus. A les parets es conserven fragments d'inscripcions en georgià i grec, així com una representació en fresc del primer bisbe del Creador, Besarion Machutadze. En un principi, un campanar construït sobre la tanca de l'església es va erigir en el segle xvi i es va restaurar el 1831. Totes les construccions del complex conservaven vestigis de reconstruccions múltiples.
Al nord-est del monestir del Creador, a uns 1,5 km de distància, a la riba dreta del riu Bzhuzhi, està l'església restaurada de Gorisperdi. Al cementiri, es troben fragments ornamentats de la construcció medieval anterior i en ruïnes.

## Història

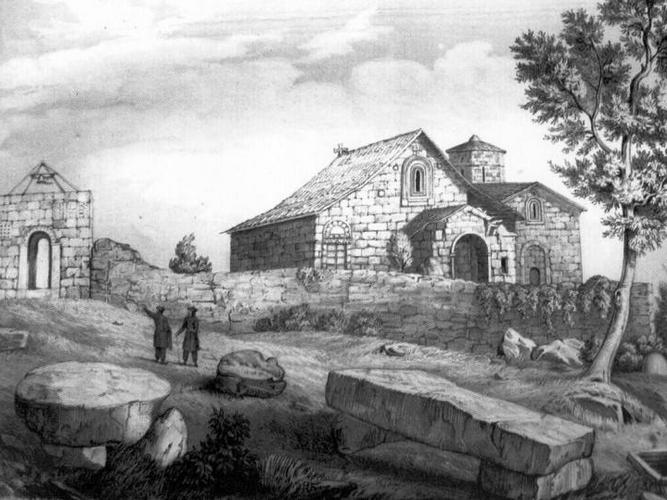
El monestir del Creador en una il·lustració d'un fullet de viatges de Marie-Frédéric Dubois de Montpéreux del 1830

El monestir del Creador es va fundar en el segle xv com a seu d'un dels tres bisbats del Principat de Gúria, els altres dos són Jumati i Khino. Els prelats locals portaven el rang d'arquebisbe o metropolità i l'epítet del Creador. Al mateix temps, el monestir va ser cementiri de la dinastia principesca de Gurieli. Les tombes supervivents pertanyen a Rustam Gurieli (mort el 1564) i Mamia III Gurieli (mort el 1714).
Després de la mort del bisbe metropolità Ioseb Takaishvili el 1794, el monestir del Creador va estar inactiu; el bisbe de Jumati va arribar a ser titular del Creador, mentre que el monestir i les seves possessions van passar a Kaikhosro Gurieli, membre influent de la dinastia regnant de Gúria, la qual finalment va perdre les propietats per haver encapçalat una insurrecció contra l'Imperi rus el 1820. Durant el conflicte, les tropes russes van assaltar Shemokmedi, van demolir les seves fortificacions i van devastar els voltants.
Al 1920, el monestir del Creador es va reincorporar com a bisbat, unint les parròquies de Batum i Shemokmedi. Al 1995, es va restablir la diòcesi del Creador com una altra eparquia. Actualment, la seva jurisdicció s'estén a totes les esglésies ortodoxes dels tres municipis de Gúria: Ozurgeti, Lanchkhuti i Chokhatauri. El catolicós patriarca de tota Geòrgia, Elies II, va ser bisbe del Creador entre 1963 i 1967.

## Col·leccions

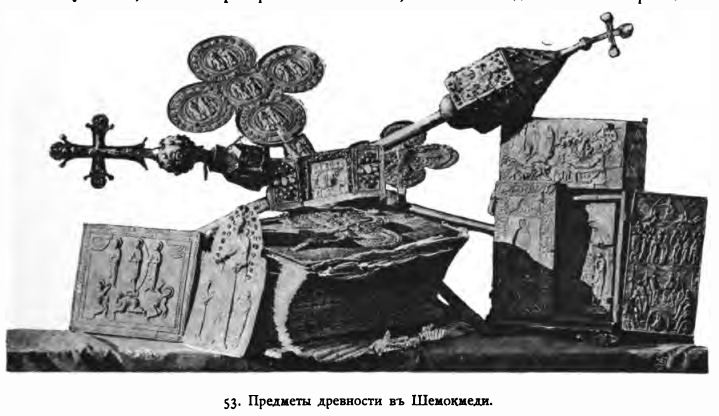
Antiguitats al monestir del Creador del catàleg de Kondakov, de les col·leccions d'esglésies de Geòrgia (1890)

Al llarg dels segles, el monestir del Creador es va convertir en un lloc segur de tresors eclesiàstics i va acumular una gran col·lecció d'objectes religiosos i manuscrits d'altres esglésies i monestirs de Geòrgia.
Al 1873, l'església va ser visitada i la primera descripció acadèmica de la seva col·lecció va ser compilada per Dimitri Bakradze. Posteriorment, el monestir va ser sotmès a una sèrie de robatoris. Els tresors supervivents van ser catalogats per Nikodim Kondakov en la seva visita al monestir el 1889. Des del 1924, la majoria dels articles existents han estat en les col·leccions del Museu Nacional de Geòrgia.